# Liste der Gemarkungen im Landkreis Weißenburg-Gunzenhausen
Die Liste der Gemarkungen im Landkreis Weißenburg-Gunzenhausen umfasst die 117 Gemarkungen des Landkreises Weißenburg-Gunzenhausen im Regierungsbezirk Mittelfranken des Freistaat Bayerns. 2 Gemarkungen sind hiervon gemeindeübergreifend.

## Gemarkungen im Landkreis Weißenburg-Gunzenhausen
| Nr.    | Gemarkung                  | Gemeinde             | Gemeindeteile | Fläche in km² | Flur- stücke | ⌀-Fläche in m² | Quelle  |
| ------ | -------------------------- | -------------------- | --- | ------------- | ------------ | -------------- | ------- |
| 093622 | Absberg                    | Absberg              | Absberg, Angerhof, Fallhaus, Griesbuck, Müssighof, Schellhof, Spagenhof, Ziegelhütte                                                                                               | 8,246         | 882          | 9348,90        | [ 2 ]   |
| 093621 | Kalbensteinberg            | Absberg              | Igelsbach, Kalbensteinberg | 10,723        | 1345         | 7972,35        | [ 3 ]   |
| 093636 | Alesheim                   | Alesheim             | Alesheim, Störzelbach | 9,188         | 1164         | 7893,53        | [ 4 ]   |
| 093637 | Trommetsheim               | Alesheim             | Lengenfeld, Trommetsheim | 8,741         | 1265         | 6909,63        | [ 5 ]   |
| 093635 | Wachenhofen                | Alesheim             | Wachenhofen | 2,517         | 292          | 8619,76        | [ 6 ]   |
| 093720 | Bergen                     | Bergen               | Bergen | 6,857         | 758          | 9046,68        | [ 7 ]   |
| 093719 | Geyern                     | Bergen               | Geyern | 3,777         | 448          | 8431,76        | [ 8 ]   |
| 093722 | Kaltenbuch                 | Bergen               | Kaltenbuch | 2,582         | 265          | 9745,15        | [ 9 ]   |
| 093721 | Thalmannsfeld              | Bergen               | Dannhausen, Syburg, Thalmannsfeld | 6,695         | 888          | 7539,78        | [ 10 ]  |
| 093725 | Burgsalach                 | Burgsalach           | Burgsalach | 11,717        | 1297         | 9034,27        | [ 11 ]  |
| 093723 | Indernbuch                 | Burgsalach           | Indernbuch | 2,478         | 246          | 10071,81       | [ 12 ]  |
| 093724 | Pfraunfeld                 | Burgsalach           | Pfraunfeld | 5,102         | 488          | 10454,90       | [ 13 ]  |
| 093632 | Dittenheim                 | Dittenheim           | Dittenheim, Ehlheim | 13,097        | 1577         | 8305,29        | [ 14 ]  |
| 093631 | Sammenheim                 | Dittenheim           | Buckmühle, Sammenheim | 7,769         | 673          | 11544,56       | [ 15 ]  |
| 093629 | Sausenhofen                | Dittenheim           | Sausenhofen | 3,896         | 440          | 8853,44        | [ 16 ]  |
| 093630 | Windsfeld                  | Dittenheim           | Windsfeld | 4,558         | 417          | 10932,43       | [ 17 ]  |
| 093712 | Ellingen                   | Ellingen             | Bräumühle, Ellingen, Karlshof, Lauterbrunnmühle, Sommerkeller, Walkershöfe, Zollmühle                                                                                              | 13,032        | 2116         | 6158,78        | [ 18 ]  |
| 093711 | Massenbach                 | Ellingen             | Hörlbach, Massenbach | 3,976         | 402          | 9890,22        | [ 19 ]  |
| 093710 | Stopfenheim                | Ellingen             | Stopfenheim, Tiefenbach | 14,232        | 1192         | 11939,45       | [ 20 ]  |
| 093716 | Ettenstatt                 | Ettenstatt           | Burg, Enhofen, Ettenstatt, Kruglmühle, Wöllmetzhofen | 7,573         | 781          | 9696,84        | [ 21 ]  |
| 093718 | Hundsdorf                  | Ettenstatt           | Auhof, Hundsdorf, Rohrbach, Wolfsmühle | 4,588         | 480          | 9558,00        | [ 22 ]  |
| 093717 | Reuth unter Neuhaus        | Ettenstatt           | Reuth unter Neuhaus | 3,682         | 376          | 9792,43        | [ 23 ]  |
| 093639 | Gnotzheim                  | Gnotzheim            | Gnotzheim, Letzleinsmühle, Simonsmühle, Spielberg, Weilerau | 12,464        | 1317         | 9464,04        | [ 24 ]  |
| 093606 | Gunzenhausen               | Gunzenhausen         | Gunzenhausen, Lindenhof, Lohmühle, Reutberg, Scheupeleinsmühle, Weinberg | 9,613         | 4861         | 1977,57        | [ 25 ]  |
| 093610 | Aha                        | Gunzenhausen         | Edersfeld, Aha | 6,676         | 935          | 7139,59        | [ 26 ]  |
| 093603 | Büchelberg                 | Gunzenhausen         | Büchelberg | 2,821         | 438          | 6440,47        | [ 27 ]  |
| 093608 | Cronheim                   | Gunzenhausen         | Cronheim, Filchenhard | 7,667         | 921          | 8324,83        | [ 28 ]  |
| 093607 | Frickenfelden              | Gunzenhausen         | Frickenfelden | 3,016         | 920          | 3278,38        | [ 29 ]  |
| 093604 | Laubenzedel                | Gunzenhausen         | Laubenzedel, Sinderlach, Schnackenmühle | 5,536         | 687          | 8058,46        | [ 30 ]  |
| 093613 | Nordstetten                | Gunzenhausen         | Nordstetten | 2,707         | 262          | 10330,78       | [ 31 ]  |
| 093611 | Oberasbach                 | Gunzenhausen         | Obenbrunn, Oberasbach | 4,147         | 486          | 8533,14        | [ 32 ]  |
| 093614 | Pflaumfeld                 | Gunzenhausen         | Pflaumfeld, Steinacker | 4,432         | 498          | 8900,44        | [ 33 ]  |
| 093605 | Schlungenhof               | Gunzenhausen         | Schlungenhof | 2,878         | 485          | 5933,35        | [ 34 ]  |
| 093612 | Stetten                    | Gunzenhausen         | Maicha, Stetten | 5,375         | 565          | 9512,90        | [ 35 ]  |
| 093601 | Streudorf                  | Gunzenhausen         | Höhberg, Oberhambach, Streudorf | 6,779         | 834          | 8128,03        | [ 36 ]  |
| 093615 | Unterasbach                | Gunzenhausen         | Unterasbach | 3,182         | 472          | 6741,08        | [ 37 ]  |
| 093609 | Unterwurmbach              | Gunzenhausen         | Oberwurmbach, Unterwurmbach | 8,563         | 1493         | 5735,14        | [ 38 ]  |
| 093602 | Wald                       | Gunzenhausen         | Mooskorb, Schweina, Steinabühl, Unterhambach, Wald | 9,296         | 1108         | 8389,77        | [ 39 ]  |
| 093618 | Haundorf                   | Haundorf             | Aue, Dematshof, Eichenberg, Gutzenmühle, Haundorf, Leidingendorf, Lindenbühl, Neuhof (zum Teil), Oberhöhberg, Seitersdorf, Stixenhof, Straßenhaus, Straßenwirthshaus, Unterhöhberg | 26,868        | 1754         | 15318,06       | [ 40 ]  |
| 093620 | Gräfensteinberg            | Haundorf             | Brand, Brombach, Geiselsberg, Geislohe, Gräfensteinberg, Röthenhof | 21,740        | 2176         | 9990,67        | [ 41 ]  |
| 093619 | Obererlbach                | Haundorf             | Neuhof (zum Teil), Obererlbach, Thierhof | 2,717         | 859          | 3162,78        | [ 42 ]  |
| 093643 | Heidenheim                 | Heidenheim           | Balsenmühle, Eggenthal, Gärtnershof, Heidenheim, Kirschenmühle, Kohlhof, Krämershof, Kreuthof, Krottenmühle, Mariabrunn, Obelshof, Scheckenmühle, Ziegelhütte                      | 18,835        | 1907         | 9876,85        | [ 43 ]  |
| 093646 | Degersheim                 | Heidenheim           | Degersheim, Fuchsmühle, Rohrach | 10,214        | 848          | 12045,40       | [ 44 ]  |
| 093645 | Hechlingen a.See           | Heidenheim           | Hasenmühle, Hechlingen a.See, Stahlmühle | 17,226        | 1768         | 9743,24        | [ 45 ]  |
| 093644 | Hohentrüdingen             | Heidenheim           | Hohentrüdingen | 5,962         | 828          | 7200,19        | [ 46 ]  |
| 093713 | Höttingen                  | Höttingen            | Höttingen (zum Teil), Oberndorf, Ottmarsfeld | 8,449         | 642          | 13160,00       | [ 47 ]  |
| 093714 | Fiegenstall                | Höttingen            | Fiegenstall, Göppersdorf, Reisach | 6,040         | 529          | 11418,22       | [ 48 ]  |
| 093715 | Weiboldshausen             | [mehrere]            | | 5,474         | 1021         | 5361,80        | [ 49 ]  |
| 093715 | Weiboldshausen 0           | Höttingen            | Höttingen (zum Teil), Weiboldshausen |               |              |                |         |
| 093715 | Weiboldshausen 1           | Weißenburg in Bayern | Hagenbuch |               |              |                |         |
| 093767 | Langenaltheim              | Langenaltheim        | Altheimersberg, Langenaltheim, Langenaltheimer Haardt | 19,871        | 2795         | 7109,39        | [ 50 ]  |
| 093766 | Büttelbronn                | Langenaltheim        | Büttelbronn, Mauthaus | 8,935         | 700          | 12764,99       | [ 51 ]  |
| 093768 | Oberholz                   | Langenaltheim        | | 2,758         | 17           | 162243,14      | [ 52 ]  |
| 093765 | Rehlingen                  | Langenaltheim        | Höfen, Lohhof, Neuherberg, Rehlingen | 7,484         | 788          | 9498,09        | [ 53 ]  |
| 093638 | Markt Berolzheim           | Markt Berolzheim     | Großholz, Markt Berolzheim | 14,556        | 1864         | 7808,99        | [ 54 ]  |
| 093634 | Meinheim                   | Meinheim             | Baierleinsmühle, Blosenmühle (obere), Blosenmühle (untere), Meinheim, Oberweiler, Papiermühle, Sägmühle, Wolfsbronn                                                                | 12,489        | 1197         | 10433,94       | [ 55 ]  |
| 093633 | Kurzenaltheim              | Meinheim             | Kurzenaltheim | 3,853         | 479          | 8044,51        | [ 56 ]  |
| 093616 | Altenmuhr                  | Muhr am See          | Forsthaus, Muhr am See (zum Teil), Wehlenberg | 8,174         | 1325         | 6168,92        | [ 57 ]  |
| 093617 | Neuenmuhr                  | Muhr am See          | Muhr am See (zum Teil) | 2,773         | 581          | 4773,50        | [ 58 ]  |
| 093726 | Nennslingen                | Nennslingen          | Kohlmühle, Nennslingen, Panzermühle, Schwabenmühle, Steinmühle | 8,083         | 1540         | 5248,95        | [ 59 ]  |
| 093729 | Biburg                     | Nennslingen          | Biburg | 3,686         | 275          | 13405,31       | [ 60 ]  |
| 093728 | Gersdorf                   | Nennslingen          | Gersdorf | 5,423         | 537          | 10190,98       | [ 61 ]  |
| 093727 | Wengen                     | Nennslingen          | Wengen | 4,720         | 416          | 11347,21       | [ 62 ]  |
| 093759 | Pappenheim                 | Pappenheim           | Niederpappenheim, Papiermühle, Pappenheim | 13,116        | 1893         | 6928,81        | [ 63 ]  |
| 093761 | Bieswang                   | Pappenheim           | Bieswang, Mittelmarterhof | 10,411        | 1054         | 9877,43        | [ 64 ]  |
| 093757 | Geislohe                   | Pappenheim           | Flemmühle, Geislohe | 4,321         | 352          | 12275,54       | [ 65 ]  |
| 093760 | Göhren                     | Pappenheim           | Göhren | 5,181         | 659          | 7862,21        | [ 66 ]  |
| 093758 | Neudorf                    | [mehrere]            | | 17,015        | 1338         | 12716,51       | [ 67 ]  |
| 093758 | Neudorf 0                  | Pappenheim           | Neudorf |               |              |                |         |
| 093758 | Neudorf 1                  | Weißenburg i.Bay.    | Rothenstein |               |              |                |         |
| 093764 | Ochsenhart                 | Pappenheim           | Ochsenhart | 3,278         | 238          | 13774,71       | [ 68 ]  |
| 093756 | Osterdorf                  | Pappenheim           | Osterdorf | 4,614         | 345          | 13374,00       | [ 69 ]  |
| 093762 | Übermatzhofen              | Pappenheim           | Übermatzhofen | 4,997         | 486          | 10282,17       | [ 70 ]  |
| 093763 | Zimmern                    | Pappenheim           | Zimmern | 4,045         | 396          | 10214,22       | [ 71 ]  |
| 093623 | Pfofeld                    | Pfofeld              | Furthmühle, Gundelshalm, Langlau, Pfofeld, Rehenbühl | 13,938        | 1763         | 7906,01        | [ 72 ]  |
| 093624 | Thannhausen                | Pfofeld              | Hühnermühle, Neuherberg, Sorghof, Thannhausen | 9,938         | 632          | 15724,16       | [ 73 ]  |
| 093706 | Pleinfeld                  | Pleinfeld            | Böschleinsmühle, Ketschenmühle, Langweidmühle, Pleinfeld, Reichertsmühle, Seemannsmühle, Wurmmühle                                                                                 | 8,728         | 2693         | 3241,03        | [ 74 ]  |
| 093701 | Allmannsdorf               | Pleinfeld            | Allmannsdorf, Birklein, Erlingsdorf, Mandlesmühle | 6,137         | 332          | 18485,53       | [ 75 ]  |
| 093704 | Dorsbrunn                  | Pleinfeld            | Dorsbrunn | 4,313         | 431          | 10006,51       | [ 76 ]  |
| 093708 | Mannholz                   | Pleinfeld            | Mannholz | 3,221         | 284          | 11341,13       | [ 77 ]  |
| 093707 | Mischelbach                | Pleinfeld            | Heinzenmühle, Kemnathen, Kleinweingarten, Mischelbach, Schloss Sandsee, Utzenmühle                                                                                                 | 13,430        | 1031         | 13026,04       | [ 78 ]  |
| 093703 | Ramsberg am Brombachsee    | Pleinfeld            | Ramsberg am Brombachsee, Regelsberg, Veitserlbach | 8,029         | 1415         | 5674,41        | [ 79 ]  |
| 093705 | Sankt Veit                 | Pleinfeld            | Banzermühle, Gündersbach, Sankt Veit, Walkerszell | 10,135        | 1029         | 9849,80        | [ 80 ]  |
| 093702 | Stirn                      | Pleinfeld            | Hohenweiler, Mackenmühle, Mäusleinsmühle, Prexelmühle, Stirn | 9,463         | 1328         | 7125,47        | [ 81 ]  |
| 093709 | Walting                    | Pleinfeld            | Engelreuth, Roxfeld, Walting | 7,887         | 640          | 12323,78       | [ 82 ]  |
| 093650 | Polsingen                  | Polsingen            | Kronhof, Polsingen | 7,287         | 813          | 8963,49        | [ 83 ]  |
| 093648 | Döckingen                  | Polsingen            | Kohnhof, Döckingen | 12,993        | 1113         | 11673,53       | [ 84 ]  |
| 093649 | Trendel                    | Polsingen            | Mäuskreut, Trendel | 3,856         | 574          | 6718,43        | [ 85 ]  |
| 093647 | Ursheim                    | Polsingen            | Bergershof, Oberappenberg, Ursheim | 9,707         | 1247         | 7784,45        | [ 86 ]  |
| 093732 | Raitenbuch                 | Raitenbuch           | Raitenbuch | 29,605        | 2001         | 14795,11       | [ 87 ]  |
| 093730 | Bechthal                   | Raitenbuch           | Bechthal | 3,108         | 373          | 8331,26        | [ 88 ]  |
| 093731 | Raitenbucher Forst         | Raitenbuch           | | 1,139         | 60           | 18978,52       | [ 89 ]  |
| 093733 | Reuth am Wald              | Raitenbuch           | Reuth am Wald, Sankt Egidi | 4,316         | 378          | 11416,84       | [ 90 ]  |
| 093769 | Solnhofen                  | Solnhofen            | Solnhofen | 8,927         | 1521         | 5869,13        | [ 91 ]  |
| 093770 | Eßlingen                   | Solnhofen            | Eßlingen, Hochholz | 4,626         | 265          | 17458,01       | [ 92 ]  |
| 093627 | Theilenhofen               | Theilenhofen         | Rittern, Theilenhofen | 9,092         | 831          | 10941,05       | [ 93 ]  |
| 093625 | Dornhausen                 | Theilenhofen         | Dornhausen | 4,207         | 511          | 8232,54        | [ 94 ]  |
| 093628 | Gundelsheim an der Altmühl | Theilenhofen         | Gundelsheim an der Altmühl | 3,631         | 435          | 8346,21        | [ 95 ]  |
| 093626 | Wachstein                  | Theilenhofen         | Wachstein | 3,391         | 401          | 8455,52        | [ 96 ]  |
| 093750 | Treuchtlingen              | Treuchtlingen        | Eulenhof, Gstadt, Heunischhof, Kästleinsmühle, Möhrenberg, Sägmühle, Schmarrmühle, Treuchtlingen, Ziegelhütte                                                                      | 12,040        | 3735         | 3223,68        | [ 97 ]  |
| 093748 | Auernheim                  | Treuchtlingen        | Auernheim, Freihardt, Hagenhof, Schlittenhart, Siebeneichhöfe, Wieshof | 17,349        | 1520         | 11413,68       | [ 98 ]  |
| 093745 | Bubenheim                  | Treuchtlingen        | Bubenheim, Metzenhof, Schertnershof | 4,817         | 671          | 7178,50        | [ 99 ]  |
| 093754 | Dietfurt i.MFr.            | Treuchtlingen        | Bergnershof, Dietfurt i.MFr. | 6,407         | 653          | 9811,02        | [ 100 ] |
| 093746 | Grönhart                   | Treuchtlingen        | Grönhart, Hagenau, Naßwiesen, Neuheim | 3,133         | 328          | 9552,52        | [ 101 ] |
| 093753 | Haag b.Treuchtlingen       | Treuchtlingen        | Dickmühle, Haag b.Treuchtlingen, Hürth, Mattenmühle, Neufang, Rutzenhof, Schürmühle, Steinbruch                                                                                    | 4,543         | 398          | 11415,77       | [ 102 ] |
| 093751 | Schambach                  | Treuchtlingen        | Bonhof, Kohlmühle, Lehnleinsmühle, Obere Papiermühle, Schambach, Untere Papiermühle, Weinbergshof                                                                                  | 7,634         | 1104         | 6915,23        | [ 103 ] |
| 093744 | Wettelsheim                | Treuchtlingen        | Dornmühle, Falbenthal, Kellerhaus, Wettelsheim, Ziegelmühle, Zollmühle | 15,326        | 2635         | 5816,27        | [ 104 ] |
| 093749 | Windischhausen             | Treuchtlingen        | Oberheumödern, Unterheumödern, Windischhausen | 10,440        | 717          | 14560,72       | [ 105 ] |
| 093735 | Weißenburg i.Bay.          | Weißenburg i.Bay.    | Häuser a.Wülzburger Berg, Laubenthal, Weißenburg i.Bay. | 31,634        | 6730         | 4700,44        | [ 106 ] |
| 093741 | Dettenheim                 | Weißenburg i.Bay.    | Dettenheim, Markhof, Stadelhof | 7,294         | 800          | 9117,60        | [ 107 ] |
| 093740 | Emetzheim                  | Weißenburg i.Bay.    | Emetzheim | 4,486         | 743          | 6037,70        | [ 108 ] |
| 093742 | Haardt                     | Weißenburg i.Bay.    | Haardt | 3,238         | 277          | 11691,25       | [ 109 ] |
| 093739 | Holzingen                  | Weißenburg i.Bay.    | Holzingen | 5,163         | 774          | 6670,48        | [ 110 ] |
| 093738 | Kattenhochstatt            | Weißenburg i.Bay.    | Kattenhochstatt | 4,497         | 553          | 8131,72        | [ 111 ] |
| 093737 | Oberhochstatt              | Weißenburg i.Bay.    | Gänswirthshaus, Kehl, Niederhofen, Oberhochstatt, Schleifer am Berg | 20,673        | 1628         | 12698,69       | [ 112 ] |
| 093743 | Suffersheim                | Weißenburg i.Bay.    | Hammermühle, Heuberg, Laubenthal, Potschmühle, Suffersheim | 5,095         | 555          | 9179,48        | [ 113 ] |
| 093734 | Weimersheim                | Weißenburg i.Bay.    | Hattenhof, Schmalwiesen, Weimersheim, Weißenhof | 11,798        | 1684         | 7005,86        | [ 114 ] |
| 093736 | Wülzburg                   | Weißenburg i.Bay.    | Wülzburg | 0,286         | 61           | 4692,26        | [ 115 ] |
| 093641 | Westheim                   | Westheim             | Pagenhard, Roßmeiersdorf, Westheim | 12,201        | 1471         | 8294,02        | [ 116 ] |
| 093642 | Hüssingen                  | Westheim             | Hüssingen | 6,273         | 683          | 9184,68        | [ 117 ] |
| 093640 | Ostheim                    | Westheim             | Ostheim | 9,838         | 869          | 11321,60       | [ 118 ] |